# 太田義則
太田 義則（おおた よしのり）は日本の編集技師。

## 来歴
横浜放送映画専門学校（現・日本映画大学）卒業。1981年に「宇宙刑事シリーズ」にて菅野順吉の助手を務め、翌年フリーの助手となり、1992年「薄れゆく記憶のなかで」で編集技師となる。

## 主な作品

### テレビ
- もっとあぶない刑事（助手・1988年-1989年）

### 映画
※年代が一部、順序バラバラになっています。
- 『天使のはらわた 赤い眩暈』（助手・1988年）
- 『愛と平成の色男』（助手・1989年）
- 『もっともあぶない刑事』（助手・1989年）
- 『あの夏、いちばん静かな海。』（助手・1991年）
- 『薄れゆく記憶のなかで』（1992年）
- 『ソナチネ』（助手・1993年）
- 『武闘派仁義』（1993年）
- 『武闘派仁義 全面抗争篇』（1993年）
- 『億万長者になった男』（1994年）
- 『ルビーフルーツ Ruby Fruit』（1995年）
- 『飢狼伝』（1995年）
- 『みんな～やってるか！』（1995年）
- 『帝都物語外伝』（1995年）
- 『CARNIVAR OF WOLVES 狼たちのカーニバル』（1995年）
- 『陽炎II KAGERO』（1996年）
- 『妖獣伝説 ドラゴンブルー』（1996年）
- 『Kids Return』（1996年）
- 『金色のクジラ』（1996年）
- 『キッズ・リターン』（1996年）
- 『喧嘩の花道 2』（1996年）
- 『喧嘩の花道 3』（1996年）
- 『新・悲しきヒットマン2』（1997年）
- 『truth』（1997年）
- 『ねらわれた学園 THE MESSIAH FROM THE FUTURE』（1997年）
- 『湘南武闘派高校伝1』（1997年）
- 『湘南武闘派高校伝2』（1997年）
- 『怪盗106』（1997年）
- 『HANA-BI』（1998年）
- 『チャカ LONELY HITMAN』（1998年）
- 『激しい季節』（1998年）
- 『生きない』（1998年）
- 『なで肩の狐』（1999年）
- 『殺し屋 PAZUZU』（1999年）
- 『強奪』（1999年）
- 『Danger de mort ダンジェ 破滅への暴走』（1999年）
- 『菊次郎の夏』（1999年）
- 『強奪2』（1999年）
- 『おしまいの日。』（2000年）
- 『飢狼の群れ』（2000年）
- 『月』（2000年）
- 『BROTHER』（2001年）
- 『最後の総会屋』（2001年）
- 『女囚K-171』（2001年）
- 『Dolls』（2001年）
- 『空が近い』（2002年）
- 『僕らのデジタルムービー』（2002年）
- 『ラストサマーメモリーズ』（2002年）
- 『座頭市』（2003年）
- 『輪舞曲 〜ロンド〜』（2003年）
- 『HEAT -灼熱-』（2004年）
- 『七人の弔』（2005年）
- 『TAKESHIS'』（2005年）
- 『愛してよ』（2005年）
- 『監督・ばんざい!』（2007年）
- 『巨乳をビジネスにした男』（2007年）
- 『同窓会』（2008年）
- 『僕らの方程式』（2008年）
- 『アキレスと亀』（2008年）
- 『きみに届く声』（2008年）
- 『プラスワンvol.2』「靴ヶ浜温泉コンパニオン控室」（2008年）
- 『ビートロック☆ラブ』（2009年）
- 『手のひらの幸せ』（2009年）
- 『テケテケ』（2009年）
- 『テケテケ2』（2009年）
- 『アウトレイジ』（2010年）
- 『サンゴレンジャー』（2012年）
- 『アウトレイジ ビヨンド』（2012年）
- 『王様とボク』（2012年）
- 『私の叔父さん』（2012年）
- 『武蔵野S町物語』（2012年）
- 『僕らは歩く、ただそれだけ』（2011年）
- 『乳房』（2013年）
- 『キッズ・リターン 再会の時』（2013年）
- 『ばしゃ馬さんとビッグマウス』（2013年）
- 『麦子さんと』（2013年）
- 『ゼウスの法廷』（2014年）
- 『THE NEXT GENERATION パトレイバー 第1章〜第7章』（2014年〜2015年）
- 『南風』（2014年）
- 『龍三と七人の子分たち』（2015年）
- 『THE NEXT GENERATION パトレイバー 首都決戦』（2015年）
- 『陽光桜-YOKO THE CHERRY BLOSSOM-』（2015年）
- 『愚行録』（2017年）
- 『アウトレイジ 最終章』（2017年）
- 『チェリーボーイズ』（2018年）
- 『私は絶対許さない』　（2018年）
- 『D5 5人の探偵』　（2018年）
- 『蜜蜂と遠雷』　（2019年）
- 『漫画誕生』　（2019年）
- 『みをつくし料理帖』（2020年）
- 『Arc アーク』　（2021年）
- 『首』（2023年）